# Luis de Valencina
Fray Luis de Valencina O.F.M.Cap. (Valencina de la Concepción 27 de marzo de 1885 - Antequera, 3 de agosto de 1936) fue un religioso capuchino que forma parte de los llamados "Siete Capuchinos mártires de Antequera". 

## Biografía
Jerónimo María de la Stma. Trinidad Limón Márquez  es hijo de Luis Limón y María Dolores Márque. Recibió el bautismo de manos de D. Antonio Márquez Roselló, cura ecónomo de la parroquia de Ntra. Sra. de Santa María de la Estrella, quien le impuso el nombre de Jerónimo María de la Santísima Trinidad. Fue confirmado el 24 de mayo de 1892 por D. Antonio Ruiz-Cabal Rodríguez, obispo de Pamplona que con licencia del Sr. Arzobispo de Sevilla

### Vida religiosa
Ingresó en el Colegio Capuchino de Sanlúcar de Barrameda iniciando su noviciado el 8 de mayo de 1900. Emitió la profesión solemne el 5 de enero de 1905, ordenándose de sacerdote el 4 de abril de 1908. Fue Guardián de los conventos de su orden en Sanlúcar de Barrameda, Sevilla y Antequera, desempeñándose luego como Provincial de la Provincia.
Fue asesinado durante la Guerra Civil Española el 3 de agosto de 1936 cuando intentaba huir del convento asediado en Antequera.
Fue sepultado en la parroquia de Valencina de la Concepción. La Iglesia Católica lo beatificó el 13 de octubre de 2013 como Beato Luis de Valencina. Su fiesta se celebra el 6 de noviembre. Una calle de su ciudad natal lleva su nombre.